# .bw

Przydział przestrzeni adresowej IPv4 dla Botswany.

.bw – domena internetowa przypisana od roku 1993 do Botswany i administrowana przez Uniwersytet Botswany.

## Domeny drugiego poziomu
- co.bw
- org.bw